# طردان أناضولي
الطَرَدان الأناضولي (باللاتينية: Cephalaria anatolicum) نوع نباتي يتبع جنس الطردان من الفصيلة الخمانية (وكان سابقا ضمن الفصيلة الممشقية التي دمجت ضمن الخمانية).

## الموئل والانتشار
النبات متوطن في تركيا.